# 雅各布·基普利莫
雅各布·基普利莫（英語：Jacob Kiplimo，2000年11月14日—），烏干達田徑運動員，他代表烏干達隊參加了日本東京舉行的2020年夏季奧林匹克運動會，並且在男子10000米比賽上獲得銅牌。

## 早期生活
雅各布·基普利莫是薩比尼人，他在埃爾貢山的奎恩长大，生活在高海拔地区。他從小就會看著他的哥哥們為運動會進行訓練。他還會跑5公里去上學。基普利莫在2015年世界山地跑步錦標賽的選拔賽中獲勝，但由於年齡原因未被允許參加比賽。基普利莫隨後移居意大利並開始參加比賽。 2017 年，在烏乾達贏得越野比賽冠軍後，他搬回了家乡。
15岁时，基普利莫在2016年世界U20田径锦标赛上夺得10000米赛跑铜牌，仅次于东非同胞罗杰斯·奎莫伊和阿隆·凱佛。當年五月，他在罗马以13分24秒的成绩跑完了5000米比赛，獲得奥运会的参赛资格。基普利莫随后被选为2016年夏季奥运会運動。2016年里约奥运会之前，他提高了5000米賽跑成绩，最佳成绩是13分19秒54。作为参赛最年轻的选手，他只参加了预赛，以13分30秒的成绩位列第11名，是他國奥运会史上最年轻的选手。 
16歲時，基普利莫在坎帕拉举行的2017年世界越野錦標賽男子U20比賽中奪得金牌，這是該國在世界越野錦標賽上獲得的首枚金牌，比賽距離為8公里賽程用時22分40秒。他赢得了圣西尔维斯特瓦列卡纳10公里跑。2018年12月31日，他在马德里以26分41秒的成绩完成了10公里公路赛，該記錄因海拔下降而不符合世界纪录资格。

## 生涯時期
2020年12月6日，雅各布·基普利莫在瓦伦西亚半程马拉松中與罗尼克斯·基普鲁托等2人打破了在2019年创造的世界纪录。他們创造了新的世界纪录，他以57分37秒的成绩在比赛中排名第二。
2025年2月16日，他奪回了半程马拉松的世界纪录，以56分42秒完成了巴塞罗那半程马拉松，成為歷史上首位在半程馬拉松項目上跑進57分鐘的選手。

### 个人最好成绩
- 1500米–3:50.24（2016年阿雷佐）
- 3000米–7:26.64（2020年罗马）NR
- 5000米–12:41.73（2023年奥斯陆）
- 10000米–26:33.93（2021年俄斯特拉发）
- 10000米–29:17（2023年悉尼）

公路
- 10公里–27:31（2019年曼彻斯特）
- 15公里–40:07（2025年巴塞罗那马拉松）–世界纪录[11]
- 半程马拉松–56:42（2025年巴塞罗那马拉松）–世界纪录